# Jonathan Butler
Jonathan Butler (Città del Capo, 10 ottobre 1961) è un cantautore e chitarrista sudafricano.
Il suo stile viene generalmente classificato come rhythm'n'blues, fusion o smooth jazz.

## Biografia
Butler nacque e crebbe a Cape Town nell'epoca dell'apartheid. Iniziò a suonare la chitarra da piccolo, e a sette anni iniziò a viaggiare per il paese esibendosi dal vivo. Ancora adolescente entrò nel mondo discografico professionista, suonando la chitarra in diversi singoli di successo. Nel 1978 entrò in uno dei più importanti gruppi jazz/rock di Cape Town, i Pacific Express, formazione in cui Butler iniziò a esprimersi come compositore. Con i Pacific Express incise due album.
Nei primi anni ottanta Butler si trasferì nel Regno Unito, giungendo alla fama internazionale nel 1987 con il singolo Lies (che gli valse la nomination al Grammy). Grande successo ebbe anche il suo brano If You're Ready (Come Go with Me), inciso con Ruby Turner.

## Discografia
- Introducing Jonathan Butler (1985)
- Jonathan Butler (1987)
- Inspirations (1987)
- 7th Avenue (1988)
- More Than Friends (1988)
- Heal Our Land (1990)
- Best of Jonathan Butler (1993)
- Head to Head (1994)
- Do You Love Me? (1997)
- Story of Life (1999)
- The Source (2000)
- Surrender (2002)
- Ultimate Butler (2002)
- Worship Project (2004)
- Jonathan (2005)
- Gospel Goes Classical
- Brand New Day (2007)
- So Strong (2010)
- Grace And Mercy (2012)